# Daniel Jędraszko
Daniel Jędraszko (ur. 6 kwietnia 1976 w Szczecinie) – polski kajakarz, kanadyjkarz. Srebrny medalista olimpijski z Sydney i czterokrotny mistrz świata.

## Życiorys
Pływał w barwach szczecińskiego Wiskordu, od 2001 jest zawodnikiem Posnanii Poznań. Wielokrotny mistrz Polski na różnych dystansach. Największe sukcesy odnosił jednak w kanadyjkowej dwójce (C-2) w parze z Pawłem Baraszkiewiczem. Wspólnie zostali mistrzami świata w latach 1999, 2001, 2003 oraz zdobyli szereg medali na MŚ i ME. Srebro w Sydney wywalczyli w wyścigu na 500 m. Brał także udział w IO 2004 i IO 2008.
Ukończył II Liceum Ogólnokształcące im. Mieszka I w Szczecinie. W maju 2009 roku Jędraszko powrócił do swojego macierzystego klubu Wiskordu Szczecin, jako działacz i zawodnik. 31 maja wziął udział w festynie organizowanym przez Wiskord - "Mistrzostwa Kanałku".